# Комиссаров, Борис Николаевич
Бори́с Никола́евич Комисса́ров (8 декабря 1939, Ленинград — 4 сентября 2021) — советский и российский историк, специалист по истории и источниковедению Бразилии. Доктор исторических наук (1980), профессор, в 1993—2003 заведующий кафедрой истории Нового времени Санкт-Петербургского университета.

## Биография
Родился 8 декабря 1939 года в Ленинграде. Отец — преподаватель физики в школе, умер во время блокады Ленинграда; мать — медицинский работник.
Учился на вечернем отделении ЛГПИ им. А. И. Герцена (исторический факультет), окончил исторический факультет Ленинградского университета. Кандидат исторических наук (1970, диссертация «Материалы экспедиции Лангсдорфа в Бразилию в 1821—1829 гг. как исторический источник»). Доктор исторических наук (1980, диссертация «Русские источники по истории Бразилии первой трети XIX века в Академии наук»).
Полтора года работал младшим научным сотрудником Российского государственного исторического архива, занимался выявлением материалов по истории русско-латиноамериканских отношений.
С 1964 года в течение 40 лет работал на кафедре новой и новейшей истории (затем — новой истории) Ленинградского (затем — Санкт-Петербургского) государственного университета, прошёл путь от аспиранта до профессора. В 1993—2003 был заведующим кафедрой. Во второй половине 1990-гг. инициировал проведение Петербургских Кареевских Чтений по новистике.
Многие годы посвятил изучению архива русского учёного и путешественника Г. И. Лангсдорфа. Обстоятельно описал материалы, собранные Г. И. Лангсдорфом во время его путешествия в Бразилию в 1821—1829 гг., а также материалы других русских дипломатов, путешественников, мореплавателей, посетивших эту латиноамериканскую страну в начале XIX в. На основе материалов нескольких российских архивов, архива министерства иностранных дел Бразилии и исследовательской литературы воссоздал историю зарождения и развития отношений между Россией и Бразилией — от первых контактов русских дипломатов, консулов, купцов с представителями португальского королевского двора, бежавшими из Европы в Рио-де-Жанейро в результате оккупации Португалии наполеоновскими войсками, до установления дипломатических отношений между Бразилией и Россией.
Профессор Смольного института свободных искусств и наук. Читал курсы: «Отечественная история. Внешнеполитические аспекты», «История Италии» (спецкурс). Был руководителем магистерской программы по новистике — области междисциплинарных исследований эволюции глобальных процессов в новое время (XV—XXI вв.).
Похоронен на Богословском кладбище Санкт-Петербурга.

## Конфликт на историческом факультете
Во время конфликта на историческом факультете СПбГУ в 2000 году выступил с резкой критикой деятельности декана И. Я. Фроянова. Заявил, что «на истфаке установлена диктатура декана Фроянова, который по своим взглядам национал-коммунист, ксенофоб, антисемит». В результате конфликта Фроянов в 2001 году был вынужден покинуть пост декана — в связи с выходом на пенсию договор был не продлён. В 2003 году с исторического факультета ушёл (фактически уволен) Б. Комиссаров.

## Общественная деятельность
Руководитель отделения историко-географических знаний Русского географического общества, директор Португало-бразильского центра Санкт-Петербургского университета, член-корреспондент Бразильского института истории и географии Рио-де-Жанейро, президент Международной Ассоциации по изучению Лангсдорфа, президент Общества дружбы, научного, культурного и делового сотрудничества с Бразилией. В 2002 году был награждён бразильским орденом Риу Бранку в знак признания его вклада в проведение исследования исторических корней современных отношений между Бразилией и Россией.

## Труды
Автор 18 книг и более 600 статей на русском и португальском языках, в том числе:
- Григорий Иванович Лангсдорф, 1774—1852. Л., 1975.
- Первая русская экспедиция в Бразилию. Л., 1977.
- Русские источники по истории Бразилии первой трети XIX века. Л., 1977.
- Петербург — Рио-де-Жанейро, становление отношений 1808—1828. Л., 1987.
- Проблемы истории колониальной Америки (в соавторстве). Л., 1991.
- О содержании и преподавании новистики. / Первые петербургские кареевские чтения по новистике (17-21 апреля 1995, Санкт-Петербург).
- Первый российский посланник в Бразилии Ф. Ф. Борель. СПб., 2000. (в соавторстве).